# Euchrysops nilotica
Euchrysops nilotica är en fjärilsart som beskrevs av Aurivillius 1904. Euchrysops nilotica ingår i släktet Euchrysops och familjen juvelvingar. Inga underarter finns listade i Catalogue of Life.